# José Antonio Mayoral
José Antonio Mayoral Murillo (Villamayor de Gallego, 1956) es un catedrático universitario de química orgánica español, actual rector de la Universidad de Zaragoza.

## Biografía
José Antonio Mayoral nació en Villamayor de Gallego, España, en 1956; se licenció en Química por la Universidad de Zaragoza en junio de 1978, y se doctoró con premio extraordinario en ciencias químicas por la misma universidad en abril de 1983.
En 1986, fue nombrado Profesor Titular en la Universidad de Zaragoza y, en 2005, catedrático de Química Orgánica.
Ocupó los cargos de subdirector del Departamento de Química Orgánica y Química Física de la Universidad de Zaragoza entre 1991 y 1996, de director del Departamento de Química Orgánica del Instituto de Ciencia de Materiales de Aragón entre 1999 y 2002, de presidente de la Sección de Aragón de la Real Sociedad Española de Química entre 2003 y 2007, de director de la Cátedra SOLUTEX de Química Sostenible, y de subdirector del Instituto Universitario de Catálisis Homogénea —actualmente, Instituto de Síntesis Química y Catálisis Homogénea, centro mixto con el Consejo Superior de Investigaciones Científicas—.
También ha sido responsable del grupo de investigación Catálisis Heterogénea en Síntesis Orgánicas Selectivas, y miembro de las redes europeas IDECAT y EERA, sobre catálisis y bioenergía; del laboratorio europeo de catálisis ERIC; del Comité de Gestión de Interfacial Chemistry and Catalysis (Acción COST D15) entre 1999 y 2003; y del Comité Ejecutivo de la plataforma Tecnológica de Química Sostenible, SUSCHEM España.
Integró la Comisión de Estudios de Posgrado de la Universidad de Zaragoza desde su creación hasta mayo de 2008, momento en que se convirtió en el vicerrector de Profesorado de la institución aragonesa.

### Rectorado
El 17 de marzo de 2016, en unas elecciones a las que se presentó como candidato único,  José Antonio Mayoral fue elegido rector de la Universidad de Zaragoza, sucediendo en el cargo a Manuel José López Pérez. Mayoral fue oficialmente nombrado Rector Magnífico por el Gobierno de Aragón el 14 de abril, día en que se publicó el Decreto 40/2016 en el Boletín Oficial de Aragón.

De conformidad con lo previsto en el artículo 20 de la Ley Orgánica 6/2001, de 21 de diciembre, de Universidades, y en el artículo 62 de los Estatutos de la Universidad de Zaragoza, aprobados por Decreto 1/2004, de 13 de enero, del Gobierno de Aragón, y modificados por Decreto 27/2011, de 8 de febrero, del Gobierno de Aragón, la comunidad universitaria ha elegido a Don José Antonio Mayoral Murillo, como Rector Magnífico de la Universidad de Zaragoza.

En su virtud, a propuesta de la Consejera de Innovación, Investigación y Universidad y previa deliberación del Gobierno de Aragón en su reunión del día 5 de abril de 2016
DISPONGO:
Primero.- Nombrar Rector Magnífico de la Universidad de Zaragoza a Don José Antonio Mayoral Murillo.
Segundo.- Este Decreto entrará en vigor el mismo día de su publicación en el "Boletín Oficial de Aragón".

Zaragoza, 5 de abril de 2016.
Decreto 40/2016, de 5 de abril, del Gobierno de Aragón. Boletín Oficial de Aragón.

## Obra
José Antonio Mayoral ha dirigido cerca de una veintena de tesis doctorales y figura en 43 proyectos de investigación nacionales y europeos con financiación pública, siendo investigador responsable en 25 de ellos. Se encuentra en la lista de los científicos con mayor impacto de Aragón, siendo autor de más de 300 publicaciones en revistas indexadas y capítulos de libro —que suman unas 7000 citas— y de unas 200 comunicaciones a congresos de su especialidad. Recibió el Premio Tetrahedron: Asymmetry al artículo más citado en el trienio 2003-2006.
Ha formado o forma parte del comité científico u organizador de más de veinte congresos científicos, y ha acudido como conferenciante invitado a más de veinte nacionales e internacionales. Evalúa la mayor parte de las revistas científicas de su especialidad y, en particular, formó parte del panel de Chemical Communications.